# Dora György
Dora György (Vác, 1969. –)

 magyar producer, színész.

## Életpályája
1983–1987 között a váci Sztáron Sándor Gimnázium diákja, a Hortoványi Jenő vezette Irodalmi Színpad tagja. 1987-ben megnyerte az I. Latinovits Zoltán vers- és prózamondó versenyt.
1986-ban került a Nemzeti Színház Stúdiójába először és lett Bodnár Sándor  valamint Tatár Eszter színinövendéke. 1991-től a színház szerződtetett színésze, Iglódi István tanítványa. Játszott a Godspell, A szentivánéji álom és a Chaillot bolondja című Iglódi rendezésekben, valamint Sík Ferenc Macbeth-jében, Kerényi Imre Csíksomlyói passiójában és Mensáros László A mi kis városunkjában.
1993-ban ott hagyta a színházat, mivel mindenáron filmet akar készíteni, és két fiatal rendezővel megalakította első vállalkozását, mely könyvkiadással foglalkozik, majd egy cégegyesülést követően 1995-ben létrehozza az NBG televíziós-műsorgyártó kft-t, mely négy televíziós társaság részére három év alatt több mint 600 főzőműsort készített. 1997–1998-ban több reklámfilm gyártója (SzilasFood, Apenta, Kelemen tészta), majd 1998-ban produceri vezetése mellett elkészítik a rendszerváltás utáni első, igazi zsánerfilmet Európa expressz címmel. Ezt követően dolgozott a TV2-nek, az HBO-nak, majd az RTL-lel koprodukcióban leforgatta a 2006-ban a Vidor Fesztiválon a közönség által az év vígjátékának választott Szőke kóla című nagyjátékfilmet. 2013-ban forgatta le harmadik egész estés moziját a LogIn-t. 2014 óta a Magyar Filmakadémia tagja. 2015-ben Csatlakozott a Sinus Mediához. 2017-ben megírta első önálló forgatókönyvét Szerelem első látásra címmel. 2018-ban megalapította a Madagaszkár Stúdiót Antananarivoban. 2020-tól a  Színház- és Filmintézet tanára, 2021-ben a Pécsi Tudományegyetem óraadó tanára. 2022-ben lett a Responsum Kulturális Alapítvány főkurátora.